# Barthô (ur. 1891)
Barthô, właśc. Luiz Bartholomeu de Souza Silva Filho (ur. 17 lutego 1891 w Rio de Janeiro, zm. ?) – brazylijski piłkarz grający na pozycji napastnika.

## Kariera klubowa
Barthô karierę piłkarską rozpoczął w 1912 roku w klubie Fluminense FC, w którym grał do zakończenia kariery w 1916 roku.

## Kariera reprezentacyjna
W reprezentacji Brazylii zadebiutował 20 września 1914 w towarzyskim meczu z Argentyną w Buenos Aires. Był to pierwszy mecz międzypaństwowy Brazylii w historii. 4 dni później strzelił bramkę w wygranym 3-0 meczu z argentyńską drużyną Columbia. Ostatni mecz w barwach Canarinhos zagrał 27 września 1914 w wygranym 1-0 spotkaniu z Argentyną, którego stawką było Copa Julio Roca 1914.